# The Jester Race
The Jester Race — другий студійний альбом шведського мелодік дез-метал гурту In Flames. Це перший альбом гурту, в якому з'являється Андерс Фріден, як вокаліст.

## Список пісень
1. «Moonshield» — 5:02
2. «The Jester's Dance» — 2:09 (instrumental)
3. «Artifacts of the Black Rain» — 3:15
4. «Graveland» — 2:47
5. «Lord Hypnos» — 4:01
6. «Dead Eternity» — 5:02
7. «The Jester Race» — 4:51
8. «December Flower» — 4:11
9. «Wayfaerer» — 4:41 (instrumental)
10. «Dead God in Me» — 4:16

### 2002 and 2008 Re-releases
1. «Goliaths Disarm Their Davids» — 4:55
2. «Gyroscope» — 3:23
3. «Acoustic Medley» — 2:32
4. «Behind Space» (Live) — 3:36

Ці пісні з Black-Ash Inheritance MCD.

### Japanese Edition
1. «Dead Eternity (demo)» — 5:02
2. «The Inborn Lifeless (demo)» — 3:22

## Список учасників

### Члени гурту
- Андерс Фріден — вокал
- Джеспер Стрьомблад — гітара
- Гленн Юнгстрем — гітара
- Йоган Ларссон — бас-гітара
- Бйорн Гелотте — барабани, гітара

### Запрошувані музиканти
- Фредрік Нурдстрем − клавішні
- Оскар Дроньяк − поява вокалу в «Dead Eternity»
- Фредрік Йоганссон − соло-гітара в «December Flower»
- Kasper Dahlqvist − клавішні в «Wayfaerer»

### Випуск
- Продюсований Фредкіком Нурдстремом і In Flames.
- Лірична концепція і назви пісень — Ніклас Сундін і Андерс Фріден.
- Слова в «Dead Eternity» — Jocke Gotberg.
- Engineered by Fredrik Nordström and Patrik Hellgren.
- Mastered by Staffan Olofsson.
- Лого — Glenn Ljungström.
- Обкладинка — Andreas Marschall.
- Фото — Kenneth Johansson.
- Макет — M&A Music art.